# Omsukczan
Omsukczan – osiedle typu miejskiego w Rosji, w obwodzie magadańskim. W 2010 roku liczyło 4157 mieszkańców.